# خافيير هرنانديز
خافيير هرنانديز (بالإسبانية: Javier Hernández Gutiérrez) (1 أغسطس 1961 في المكسيك - ) هو مدرب كرة قدم ولاعب كرة قدم مكسيكي في مركز الوسط، شارك في كأس العالم 1986. وشارك مع منتخب المكسيك لكرة القدم. أما مع النوادي، فقد لعب مع ريال سرقسطة ونادي بويبلا ونادي تيكوس ونادي فالنسيا ونادي موريليا الرياضي.

## وصلات خارجية
- خافيير هرنانديز على موقع الاتحاد الدولي (مؤرشف)  (الإنجليزية)
- خافيير هرنانديز على موقع قاعدة بيانات كرة القدم.إي يو (الإنجليزية)
- خافيير هرنانديز على موقع ناشيونال فوتبول تيمز (الإنجليزية)
- خافيير هرنانديز على موقع Soccerway.com (الإنجليزية)